# Verny
Verny – miejscowość i gmina we Francji, w regionie Grand Est, w departamencie Mozela.
Według danych na rok 1990 gminę zamieszkiwały 1434 osoby, a gęstość zaludnienia wynosiła 368 osób/km² (wśród 2335 gmin Lotaryngii Verny plasuje się na 281. miejscu pod względem liczby ludności, natomiast pod względem powierzchni na miejscu 1103.).